# 释真禅
释真禅（1916年6月28日—1995年），俗姓王，名鹤树，男，江苏东台人，中国佛教比丘，曾任上海玉佛寺住持，中国佛教协会副会长，第七、八届全国政协委员。